# Depot (Museum)
Als Depot, auch Magazin werden in einem Museum die Räumlichkeiten bezeichnet, in der die derzeit nicht ausgestellten Bestände gelagert und verwahrt werden.
In der Frühzeit der Museumsgeschichte war es Praxis, möglichst alle vorhandenen Exponate gleichzeitig zu präsentieren. Später setzte sich die Erkenntnis durch, dass die damit verbundene Verdichtung nicht nur dem optischen Eindruck abträglich ist, sondern auch unter Sicherheitsgesichtspunkten problematisch sein kann. Heute befinden sich je nach Museumstyp 40–90 % der Bestände im Depot.
Im Zuge des Bewahrungsauftrags können sich hier auch Bestände befinden, die nie ausgestellt werden. Sie stehen aber analog zu den Archiven für schriftliches Kulturgut  für die Forschung zur Verfügung.

## Lagerungsbedingungen

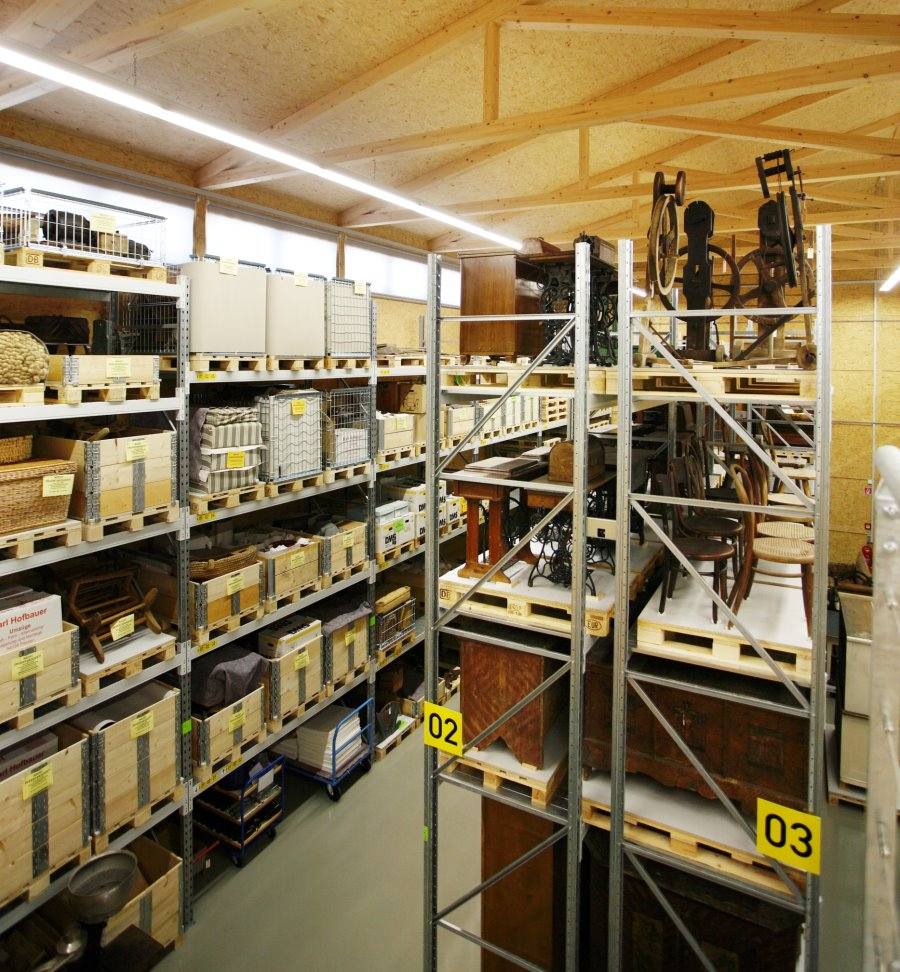
Temperiertes Depot des Freilichtmuseums Massing mit Hochregallager

Je nach Museumsart ergeben sich unterschiedliche Anforderungen an ein Depot. Homogene Sammlungen (z. B. reine Ölgemäldesammlungen) sind einfacher zu lagern als Sammlungen, in denen unterschiedliche Materialgruppen vertreten sind. Besonders kompliziert sind Sammlungen, in denen Materialien, die unterschiedliche Anforderungen an Temperatur und Umgebungsfeuchte haben, an einem Objekt vorkommen, z. B. Holz und Metall. Kultur- und technikhistorisch orientierte Museen sind hiervon besonders betroffen. Hier können nur Kompromisse gefunden werden. Generell gilt, dass ein Klima mit möglichst geringen Feuchtigkeits- und Temperaturschwankungen anzustreben ist. Dieses Klima muss sich im Rahmen dessen bewegen, was den unterschiedlichen Materialien zuzumuten ist.

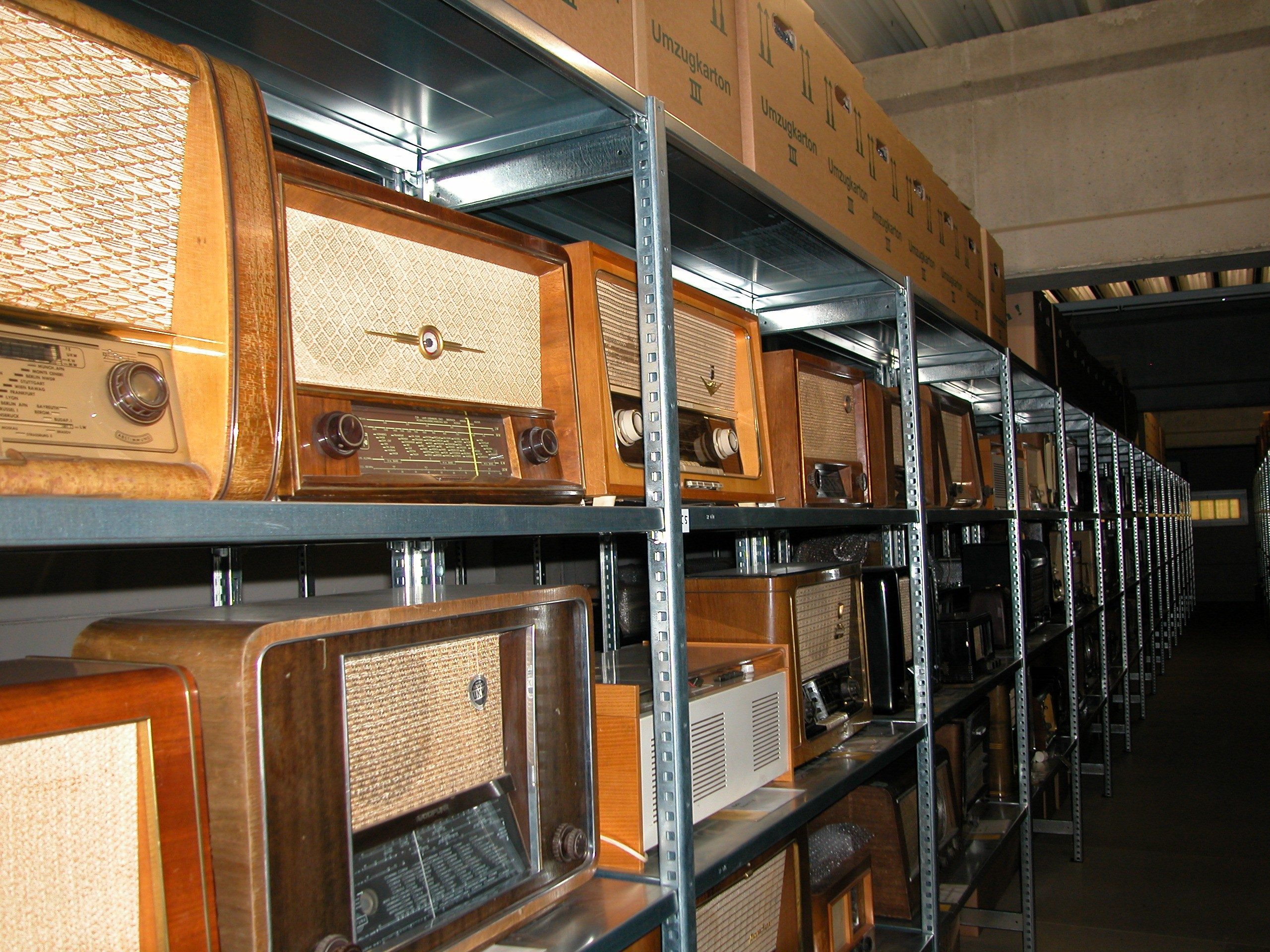
Depotlagerung von Radios – Hier als Schaudepot eingerichtet, ohne Staubschutz

Staub ist eines der Hauptprobleme beim Lagern von Objekten. Hier hilft nur eine gute Verpackung. Hierbei ist jedoch Vorsicht geboten: verlässliche Langzeitstudien zu Verpackungsmaterialien und -methoden sind rar. Die verpackten Objekte müssen aufmerksam beobachtet werden, um mögliche Veränderungen zu registrieren und Lagerungsschäden zu vermeiden. Daher sollte bei Verpackungen darauf geachtet werden, dass sie möglichst ohne größere Schwierigkeiten entfernt und wieder angebracht werden können um die regelmäßige Kontrolle zu erleichtern, da sonst die Gefahr besteht, dass die Kontrolle unterbleibt und Veränderungen an den Objekten zu spät bemerkt werden.
Licht ist für die meisten Exponate, von wenigen Ausnahmen wie z. B. Elfenbein abgesehen, schädlich. Deshalb müssen die Depoträume möglichst abgedunkelt sein. Trotzdem müssen sie für Kontrollgänge und Arbeiten an den Objekten ausreichend  beleuchtet werden können.
Ein wichtiger Aspekt ist auch die Sicherheit von Depoträumen, die etwa durch Bewachung, Einbruchsschutz (einschließlich einer Alarmanlage) und die Beschränkung des Zugangsrechts gewährleistet werden kann. Eine übersichtliche Anordnung und regelmäßige Kontrolle verhindert, dass eventuelle Diebstähle erst zu spät entdeckt werden. Be sehr großen und schweren Objekten (z. B. Steinskulpturen) erscheint die Gefahr eines Diebstahls zwar geringer, dafür könnten hier mutwillige Beschädigungen verübt werden.
In der Regel sind die Anforderungen an eine konservatorisch richtige Lagerung am ehesten in eigens für diesen Zweck errichteten Gebäuden zu realisieren. In vielen Museen müssen aber ursprünglich nicht für diesen Zweck gedachte und eigentlich ungeeignete Räumlichkeiten wie z. B. Keller oder Dachböden verwendet werden da die finanziellen und/oder räumlichen Möglichkeiten begrenzt sind. Auch ist bei der Planung eines neuen Depots der zu erwartende Zuwachs an Objekten zu berücksichtigen, der z. B. bei archäologischen Museen die auch Grabungen durchführen erheblich sein kann.

## Ordnungskriterien, Kennzeichnung und Auffindbarkeit
Schon aus Gründen der Klimatisierung bietet sich im Depot eine Lagerung nach Materialien an. Außerdem spielt die Größe und das Format der Objekte eine Rolle. Spezialanfertigungen von Regalen, Kartons, Kisten und Paletten sind oft notwendig.
Jedes Objekt besitzt in der Regel eine am Objekt angebrachte Inventarkarte, auf der wichtige Angaben wie Inventarnummer und Objektbezeichnung vermerkt sind. Oft ist die Inventarnummer auch noch einmal direkt auf dem Objekt angebracht.
In kleineren Museen mit überschaubarer Depotfläche wird manchmal auf eine Kennzeichnung der Standorte verzichtet. Ab einer gewissen Anzahl von Objekten wird das jedoch unübersichtlich. In größeren Depots besitzen alle Lagereinrichtungen wie Regale, Schränke und Rollregalanlagen eine eindeutige Kennzeichnung. In Lagerhallen gibt es meist eine Unterteilung in Planquadrate, so dass auch  große Objekte, z. B. Autos oder Druckmaschinen, einen eindeutigen Standort haben. Heute wird der Standort eines Objekts meist in einer Datenbank vermerkt (siehe auch: Museumsdokumentation).

## Personal
In kleinen und mittleren Museen gehört die Verwaltung der Depots meist zum Alltagsgeschäft aller Beschäftigten. In größeren Museen gibt es Fachpersonal, meist Museologen, Restauratoren, Registrare oder Museumstechniker. Zu deren Aufgabe zählt oft neben der Magazinierung und der Depotverwaltung auch die Abwicklung des Leihverkehrs mit anderen Institutionen.

## Schaudepot

Schaudepot des MEK

In einigen Museen werden auch Führungen durch das Depot angeboten, wodurch letztlich die Grenzen zum Ausstellungsbereich etwas verwischt werden.
Viele Museen bieten zu besonderen Anlässen (z. B. Tag des offenen Denkmals) Führungen durch ihre Depots an. Davon bleibt aber das Depot, was Aufstellung und Sicherheitstechnik betrifft, weitgehend unberührt.
Anders sieht das bei Museen aus, die regelmäßige Depotführungen anbieten (z. B. das Überseemuseum in Bremen) oder gar ganze Teile als Schaudepot ausgelegt haben (z. B. das Historische Museum Luzern). Hier stellen sich neben der Frage der Präsentation, Exponatsicherheit und Klimatisierung auch Fragen der Besucherführung und -sicherheit.